# Янкелль, Фелисе
Фелисе Янкелль (швед. Felice Jankell; род. 24 февраля 1992, Швеция) — шведская актриса. Известна по ролям в драматических фильмах «Юная Софи Белл» и «Собибор».

## Карьера
Дебютом в полнометражном кино для актрисы стала роль в драме «Юная Софи Белл». В следующей картине, «Из глубины моего сердца», девушка вновь исполнила главную роль. А в 2018 году Фелису можно было увидеть в российском военном фильме «Собибор» в компании Константина Хабенского и Кристофера Ламберта. Она исполнила в драме роль Люки. В том же году в Швеции состоялась премьера хоррора «Черный круг» при участии актрисы. 
В 2020 году на шведском телевидении и российских цифровых платформах выходит мини-сериал «В изоляции», в котором Фелисе Янкелль сыграла главную роль. Сюжет фантастического триллера закручивается вокруг компании девушек, запертых в особняке в разгар эпидемии неизвестного вируса. 

## Награды и номинации
- 2014: Stockholm Film Festival – номинация в категории «Восходящая звезда» за фильм «Юная Софи Белл»
- 2016: Guldbagge Awards – номинация в категории «Лучшая актриса» за фильм «Юная Софи Белл»[4].

## Личная жизнь
Фелисе — дочь Торстена Флинка и Анники Дженкелл, а также сестра Хэппи Янкелль. У актрисы французско-марокканское происхождение по линии деда по отцовской линии.

## Избранная фильмография
- 2020 — В изоляции / De utvalda  (Корнелия)
- 2018 — Черный круг / Svart Cirkel (Селеста)
- 2018 — Собибор (Люка)
- 2014 — Из глубины моего сердца / Från djupet av mitt hjärta (Мэдди)
- 2014 — Юная Софи Белл / Unga Sophie Bell (Софи)